# دیه‌گو مورایس پاچیکو
دیه گو مورایس پاچیکو (به پرتغالی: Diego Morais Pacheco) مدافع اهل برزیل است که در شهر ریودو ژانیرو, و در تاریخ ۱۱ فوریهٔ ۱۹۸۳ به دنیا آمده‌است.
دیه گو مورایس پاچیکو در تیم‌های فوتبال Bangu سابقهٔ حضور دارد.